# Brandt Mle 27/31
El Brandt mle 27/31 era el morter regular de l'Exèrcit Francès durant la Segona Guerra Mundial. Dissenyat per Edgar Brandt, era una versió millorada del morter Stokes. El morter Brandt era molt conegut, fou construït i copiat per molts altres països.

## Descripció
El Brandt mle 27/31 era un morter simple i efectiu, que consistia en un tub de metall fixat en una base (per a rebre el retrocés), amb una muntura de pes lleuger. El Mle 27/31 podia ser desmuntat en 3 parts, i la seva tripulació usual era de 3 homes. Quan els projectils de morter es llançaven en el tub, el detonador sensible que posseïa el projectil, xocava amb un pin detonador a la base del tub, i feia que el projectil sortís propulsat en la direcció en què apuntava. El projectils del morter pesaven 3,25 kg o 6,5 kg.
Aquesta arma, junt amb el morter Stokes, van ser el disseny de referència per a la gran majoria de morters lleugers de la Segona Guerra Mundial. França, Ríssia, Itàlia, la Xina i els Estats Units tenien un disseny molt similar amb el pes, dimensions i característiques amb aquests morters.

## Usuaris
| País                   | Nom de l'arma                                  | Designació alemanya per als morters capturats                 |
| ---------------------- | ---------------------------------------------- | ------------------------------------------------------------- |
| Àustria                |                                                | 8 cm GrW 33(ö)                                                |
| Txecoslovàquia         | 8 cm minomet vz. 36, Morte Model 36 de 81,4 mm | 8 cm GrW M.36(t), 8,14 cm GrW 278(t)                          |
| República de la Xina   |                                                |                                                               |
| Dinamarca              | 81,4 mm L/12                                   | 8,14 cm GrW 275(d)                                            |
| Estònia                |                                                |                                                               |
| Finlàndia              | 81 mm Tampella                                 |                                                               |
| França                 | Mortier Brandt de 81 mm mle 27/31              | 8,14 cm GrW 278(f), 8,14 cm GrW 278/1(f)                      |
| Grècia                 |                                                |                                                               |
| Irlanda                |                                                |                                                               |
| Regne d'Itàlia         | Mortaio da 81/14 Modello 35                    | 8,1 cm GrW 276(i)                                             |
| Imperi Japonès         | Morter d'infanteria Tipus 97 de 81 mm          |                                                               |
| Alemanya Nazi          | 8 cm Granatwerfer 34, Kz 8 cm GrW 42           |                                                               |
| Països Baixos          | Mortier van 8 Brandt (M.27/31)                 | 8,14 cm GrW 286(h)                                            |
| Filipines              |                                                |                                                               |
| Polònia                | wz. 31                                         | 8 cm GrW 31(p)                                                |
| Regne de Romania       |                                                |                                                               |
| Unió Soviètica         | 82-PM-36, 82-PM-37, 82-PM-41                   | 8,2 cm GrW 274/1(r), 8,2 cm GrW 274/2(r), 8,2 cm GrW 274/3(r) |
| Estats Units d'Amèrica | Morter M1                                      |                                                               |
| Iugoslàvia             | 8,1 cm MWM 31/38 Kragujevac                    | 8,14 cm GrW 270(j)                                            |